# Kornblekmossa
Kornblekmossa (Lophocolea minor) är en levermossart som beskrevs av Christian Gottfried Daniel Nees von Esenbeck. Kornblekmossa ingår i släktet flikblekmossor, och familjen Geocalycaceae. Arten är reproducerande i Sverige.